# Sexred von Essex

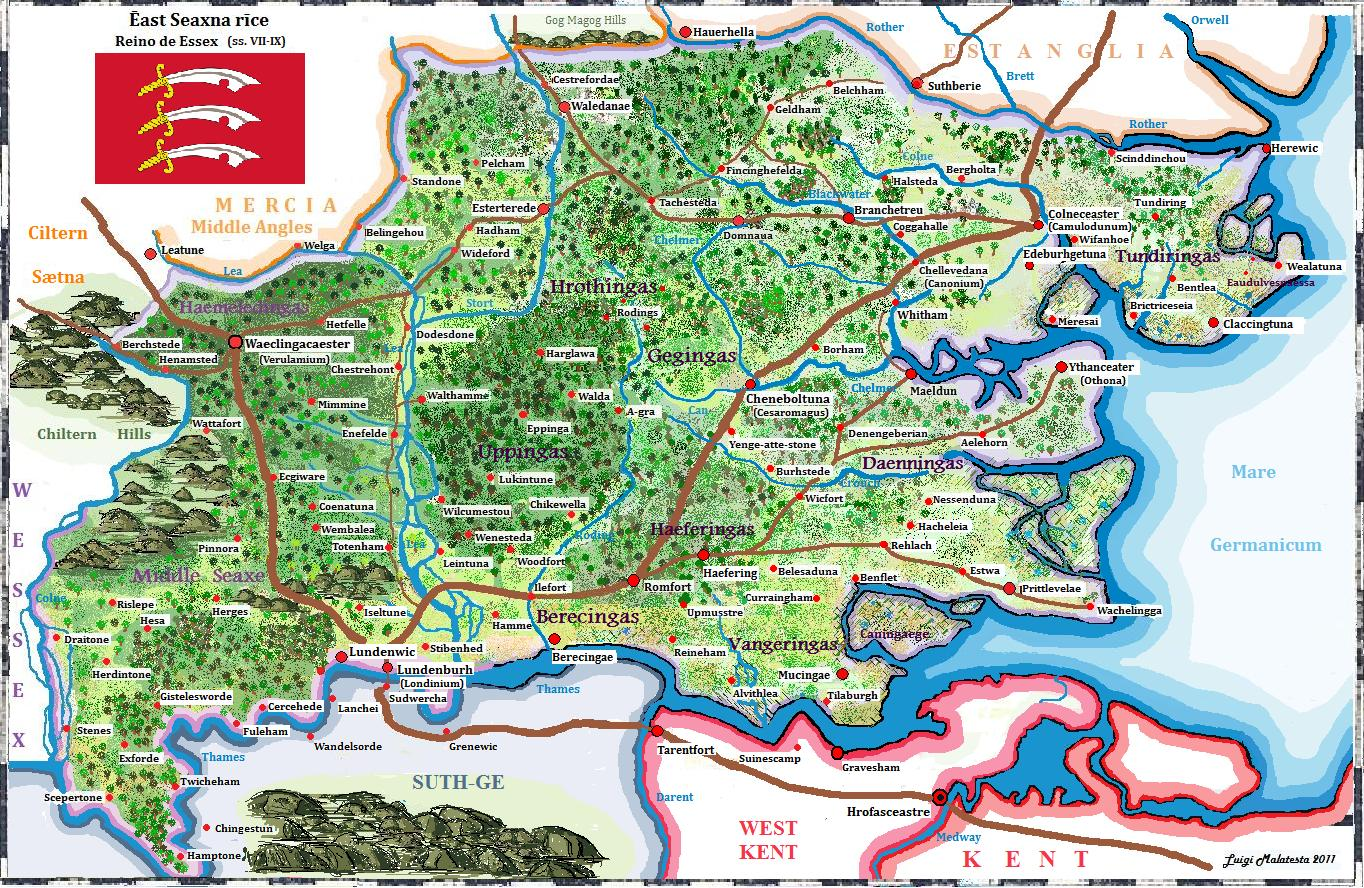
Essex in frühangelsächsischer Zeit

Sexred (auch Seaxred; † 617) war von 616/617 bis 617 zusammen mit seinem Bruder Saeward König des angelsächsischen Königreichs Essex.

## Leben
Sexreds Vater Sæberht hatte neben Sexred zwei weitere Söhne, Saeward und einen Weiteren, dessen Name nicht überliefert wurde. Die Brüder gaben nach dem Tod des Vaters 616/617 den christlichen Glauben auf und bestiegen gemeinschaftlich den Thron. Sexred vertrieb zusammen mit seinen Brüdern den Londoner Bischof Mellitus aus Essex. Es liegen jedoch keinerlei Hinweise auf allgemeine Christenverfolgungen vor, vielmehr sollte die Vorherrschaft Kents beseitigt werden, dessen König Æthelberht I. das Christentum im Jahre 604 in Essex eingeführt und heidnische Kulte verdrängt hatte. 617 fielen Sexred und seine Brüder in einer Schlacht gegen die westsächsischen Gewissæ.
Sein Neffe Sigeberht I. wurde Nachfolger auf dem Thron.